# Jordanita globulariae
Jordanita globulariae is een vlinder uit de familie bloeddrupjes (Zygaenidae). De wetenschappelijke naam is voor het eerst geldig gepubliceerd in 1793 door Hübner.
De soort komt voor in Europa.